# Émile Desbeaux
Émile Desbeaux, né le 5 septembre 1845 à Paris et mort le 7 août 1903 à Paris 14e, est un dramaturge, auteur de romans pour la jeunesse, journaliste, publiciste et directeur de théâtre français. Il est connu du grand public pour ses livres de vulgarisation scientifique.

## Biographie
Émile Desbeaux est élève à l'institution Massin et au collège Charlemagne avant de faire des études de droit que la guerre de 1870 viendra interrompre. Il est rédacteur en chef au "Siffet" (journal satirique républicain), à la "Presse illustrée" et chroniqueur dans divers journaux.
En 1892, il est nommé, avec Émile Marck, acteur, à la direction du théâtre de l'Odéon (Paris) jusqu'en 1896,. 
 
Il se rend célèbre par une série d'ouvrages de vulgarisation scientifique destinés à la jeunesse écrits sous forme de romans. Deux d'entre eux recevront le Prix Montyon de l'Académie française.

Ouvert à toutes formes de découvertes scientifiques, il se prête, à plusieurs reprises, à des expériences de suggestions mentales (télépathie) et de séances de spiritisme, très à la mode à cette époque.

Sa sœur, Suzanne Émilie, est la femme du sculpteur Jean Félix Coutan de 1881 à 1883 (décès),

## Distinctions
- Chevalier de la Légion d'honneur (1895)[9]
- Officier de l'Instruction publique

## Œuvres

### Théâtre
- Agence matrimoniale, Tresse, 1873.
- Mon abonné, Tresse, 1874.
- Les Dumacheff ou le cocher fidèle, en 1 acte et deux tableaux, en collaboration avec Albert Fix et Henri Meyer, Librairie coloriée, 1876.
- Vingt mille francs, dans Théâtre de campagne, Paul Ollendorf, 1887.

### Romans
- Le Mystère de Westfield, roman américain, A. Degorce-Cadot , Paris, 1875.
- La petite mendiante Marpon et Flammarion, 1889.
- Les trois petits mousquetaires, 1882.

### Ouvrages de vulgarisation pour adultes
- La physique populaire, Marpon et Flammarion, 1890.

### Ouvrages pédagogiques et de vulgarisation pour la jeunesse

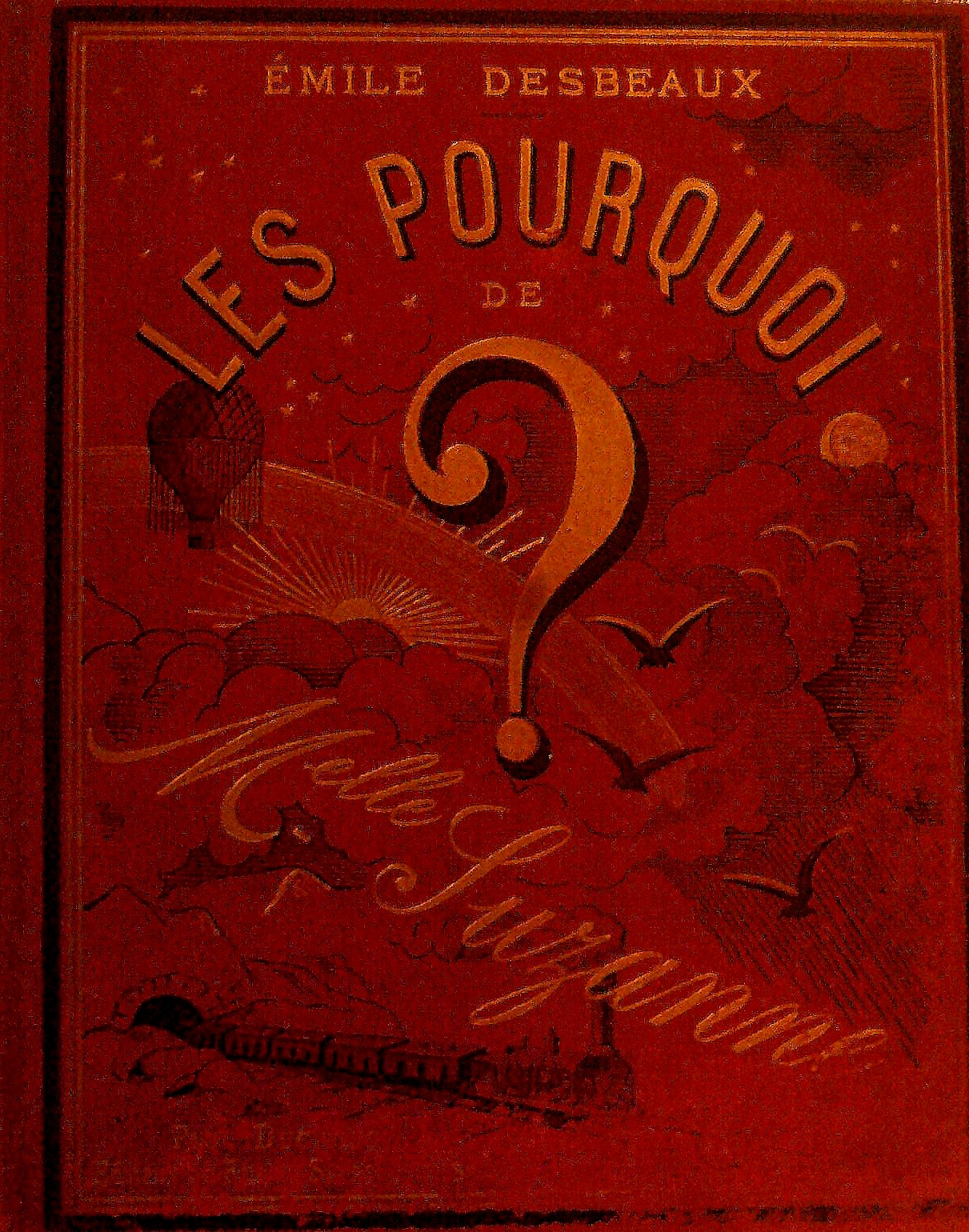
Couverture d'un des ouvrages de vulgarisation scientifique pour la jeunesse (1880)

- Le jardin de Mlle Jeanne: botanique du vieux jardinier,  chez P. Ducrocq Libraire-Éditeur, Paris, 1879 (Prix Montyon de l'Académie française, médailles de la société protectrice des animaux et de la société pour l'instruction élémentaire).
- Les pourquoi de Mlle Suzanne, chez P. Ducrocq Libraire-Éditeur, Paris, 1880.
- Les parce que de Mlle Suzanne, chez P. Ducrocq Libraire-Éditeur, Paris, 1882 (Honoré d'une médaille de la société protectrice des animaux).
- Les découvertes de Mr Jean: la terre et la mer,  chez P. Ducrocq Libraire-Éditeur, Paris, 1882
- Les campagnes du général Toto: scènes de la vie militaire", chez P. Ducrocq Libraire-Éditeur, Paris, 1883
- Les idées de Mademoiselle Marianne,  chez P. Ducrocq Libraire-Éditeur, Paris, 1884.
- Les projets de Mlle Marcelle et les étonnements de M. Robert,   chez P. Ducrocq Libraire-Éditeur, Paris, 1884 ( Prix Montyon de l'Académie française).
- La maison de Mlle Nicolle,  chez P. Ducrocq Libraire-Éditeur, Paris, 1885 (médaille d'honneur de la société nationale d'encouragement au Bien).
- Les projets de Mlle Marcelle et les étonnements de Mr. Robert, chez P. Ducrocq Libraire-Éditeur, Paris, 1885.
- Le secret de Mlle Marthe,  chez P. Ducrocq Libraire-Éditeur, Paris, 1887 (médaille d'honneur de la société d'éducation et d'instruction populaire).
- L'aventure de Paul Solange,  chez P. Ducrocq Libraire-Éditeur, Paris, 1887.